# Jean Carteron
Pour les articles homonymes, voir Carteron.
Jean Carteron, né le 8 mars 1926 dans le 14e arrondissement de Paris et mort le 22 juillet 2011 à Rueil-Malmaison, est un acteur de l'histoire des télécommunications et de l'informatique en France, fondateur de la SSII Steria.

## Biographie

### Famille et formation
Jean Marie Alfred Carteron naît le 8 mars 1926 dans le 14e arrondissement de Paris du mariage de Léon Carteron, négociant en peaux, et de Marthe Dauvergne.

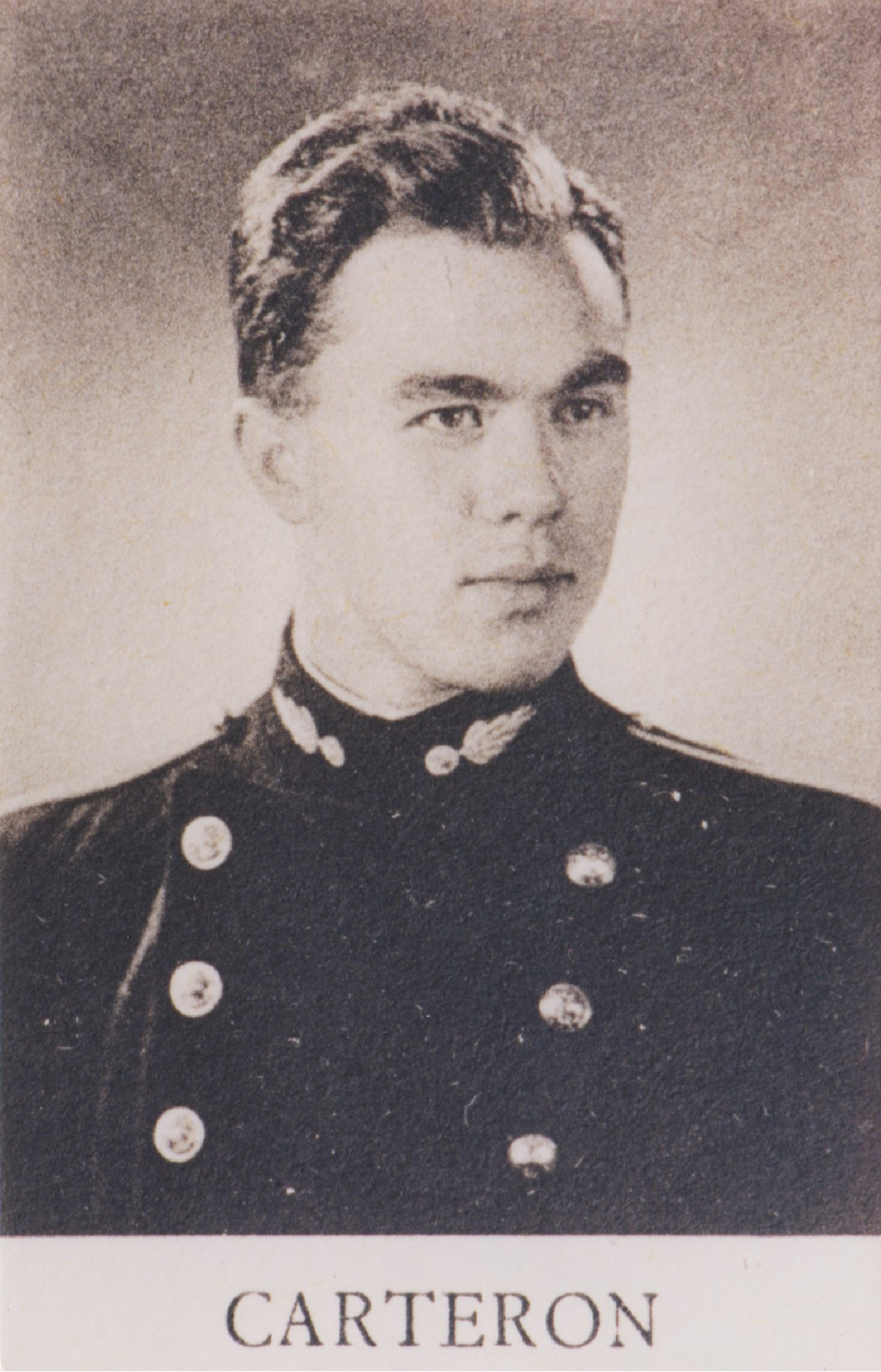
Jean Carteron dans l'annuaire de la promotion 1945 de l'Ecole polytechnique.

Après des études secondaires à l'école des Francs-Bourgeois à Paris, il poursuit des classes préparatoires aux grandes écoles au lycée Saint-Louis (1942-1945) et intègre l'École polytechnique (promotion 1945). Il suit ensuite les cours de l'École nationale supérieure des télécommunications dont il sort diplômé en 1950.
Le 3 octobre 1949, il épouse Nicole Mounier. De ce mariage, naissent quatre enfants (Dominique, Isabelle qui épousera Jacques Pantin, Florence et Paul).

### Carrière professionnelle
Jean Carteron commence à travailler dans le secteur public, d'abord au sein de l'administration des PTT (1950-1952) : au Service des recherches et du contrôle technique (SRCT) et au Centre national d'études des télécommunications (CNET), puis à la Direction des études et recherches de l'EDF (1953-1962), où il crée l'un des premiers et plus importants centres de calcul et le département informatique,.
Il rejoint ensuite le secteur privé. Entre 1963 et 1969, il dirige la Société d'analyses et de conception de systèmes (SACS) au sein du groupe SEMA. En septembre 1969, il crée la Steria (Société d'étude et de réalisation en informatique et automatisme),. Il quittera la présidence de la société en janvier 1993, tout en en conservant la gérance, ainsi que la présidence du conseil de surveillance de Soderi. En 2007, il quitte sa fonction de gérant et sa qualité d'associé commandité de Groupe Steria.

### Autres engagements
Il est l'un des fondateurs en 1957 de l'Association française de calcul (AFCAL, qu'il préside à deux reprises) et de sa revue Chiffres, très actif au sein de l'International Federation for Information Processing (représentant français jusqu'en 1981, secrétaire général et trésorier entre 1965 et 1969) et le premier président de l'Association pour l'histoire des télécommunications et de l'informatique (AHTI, 2000-2004),. Il contribue à la création et à la consolidation de Syntec Informatique dans les années 1970.

### Mort
Jean Carteron meurt le 22 juillet 2011 à Rueil-Malmaison,.

## Publications
En octobre 1999, à l'occasion du 30e anniversaire de Steria, Jean Carteron revient sur l'histoire de l'entreprise en publiant Steria, 30 ans de création continue, qui paraît aux éditions Le Cherche midi.
Il est l'auteur d'articles scientifiques et historiques : « Calcul analogique ou calcul numérique ? Conflit ou harmonie ? » (Chiffres, vol. II, n°4, 1959, p. 239-248) et « Naissance du calcul électronique en France » (Actes du 1er colloque sur l’histoire de l’informatique en France, Grenoble, INPG, 1988) sont cités par Pierre-Éric Mounier-Kuhn. Ses articles « Naissance du secteur des Sociétés de Services Informatiques (1957-1975) » et « 1950-1980 : les trente années où télécommunication et informatique se sont rencontrées » sont publiés respectivement dans les actes des 2e et 4e Colloques sur l'Histoire de l'Informatique (1990 et 1995), et il est co-auteur de l'introduction des actes du 6e Colloque (2002).  
Il publie deux tribunes dans le quotidien Le Monde : « Prenons rendez-vous pour 1990 » le 15 septembre 1973 et « Du service informatique à l'ingénierie de systèmes » le 27 septembre 1977.

## Distinctions
Le 14 janvier 1980, Jean Carteron reçoit le grand prix 1979 de la Société des ingénieurs et scientifiques de France pour l'ensemble de son œuvre.
Le 20 mars 1993, il est nommé au grade de chevalier dans l'ordre national de la Légion d'honneur au titre de « président-directeur général d’une société ; 47 ans de services civils, militaires et d’activités professionnelles ».

## Pour approfondir